# Consorophylax corva
Consorophylax corva là một loài Trichoptera trong họ Limnephilidae. Chúng phân bố ở miền Cổ bắc.